# Leyrieu
Leyrieu est une commune française située dans le département de l'Isère, en région Auvergne-Rhône-Alpes.
Ses habitants sont appelés les Leyriolands et Leyriolandes.

## Géographie

### Situation et description
Leyrieu est un modeste village situé à environ une trentaine de kilomètres à l'est de Lyon, à l’extrémité nord-ouest du département de l’Isère. La paroisse est historiquement marquée par son appartenance au Dauphiné.
La commune est composée d'un bourg et de  deux hameaux : Certeau et Sainte-Marie-de-Tortas. Le village est adossé aux falaises calcaires du plateau de l’Isle Crémieu, entre le Rhône et de la cité médiévale de Crémieu.

### Communes limitrophes
|                          | Vernas  |                    |
| Saint-Romain-de-Jalionas | Leyrieu | Annoisin-Chatelans |
|                          | Crémieu |                    |

### Climat
Pour des articles plus généraux, voir Climat d'Auvergne-Rhône-Alpes et Climat de l'Isère.
En 2010, le climat de la commune est de type climat des marges montargnardes, selon une étude du Centre national de la recherche scientifique s'appuyant sur une série de données couvrant la période 1971-2000. En 2020, Météo-France publie une typologie des climats de la France métropolitaine dans laquelle la commune est exposée à un climat de montagne ou de marges de montagne et est dans la région climatique  Bourgogne, vallée de la Saône, caractérisée par un bon ensoleillement (1 900 h/an), un été chaud (18,5 °C), un air sec au printemps et en été et des vents faibles. 
Pour la période 1971-2000, la température annuelle moyenne est de 11,7 °C, avec une amplitude thermique annuelle de 18,1 °C. Le cumul annuel moyen de précipitations est de 1 084 mm, avec 10,7 jours de précipitations en janvier et 7 jours en juillet. Pour la période 1991-2020, la température moyenne annuelle observée sur la station météorologique de Météo-France la plus proche, « Lyon-Saint-Exupery », sur la commune de Colombier-Saugnieu à 12 km à vol d'oiseau, est de 12,8 °C et le cumul annuel moyen de précipitations est de 862,5 mm,. Pour l'avenir, les paramètres climatiques de la commune estimés pour 2050 selon différents scénarios d'émission de gaz à effet de serre sont consultables sur un site dédié publié par Météo-France en novembre 2022.

### Hydrographie
Le territoire communal est bordé par le ruisseau du Girondan, qui se jette dans le Rhône.

### Voies de communication
Le territoire communal est traversé par la route départementale 65 (RD65) selon un axe nord-sud. Cette route permet de rejoindre la commune voisine de Hières-sur-Amby, au nord.

## Urbanisme

### Typologie
Au 1er janvier 2024, Leyrieu est catégorisée bourg rural, selon la nouvelle grille communale de densité à sept niveaux définie par l'Insee en 2022.
Elle est située hors unité urbaine. Par ailleurs la commune fait partie de l'aire d'attraction de Lyon, dont elle est une commune de la couronne,. Cette aire, qui regroupe 397 communes, est catégorisée dans les aires de 700 000 habitants ou plus (hors Paris),.

### Occupation des sols
L'occupation des sols de la commune, telle qu'elle ressort de la base de données européenne d’occupation biophysique des sols Corine Land Cover (CLC), est marquée par l'importance des territoires agricoles (71,1 % en 2018), en diminution par rapport à 1990 (72,5 %). La répartition détaillée en 2018 est la suivante : 
zones agricoles hétérogènes (48,6 %), terres arables (21,3 %), forêts (20,8 %), zones urbanisées (8,1 %), prairies (1,2 %). L'évolution de l’occupation des sols de la commune et de ses infrastructures peut être observée sur les différentes représentations cartographiques du territoire : la carte de Cassini (XVIIIe siècle), la carte d'état-major (1820-1866) et les cartes ou photos aériennes de l'IGN pour la période actuelle (1950 à aujourd'hui).

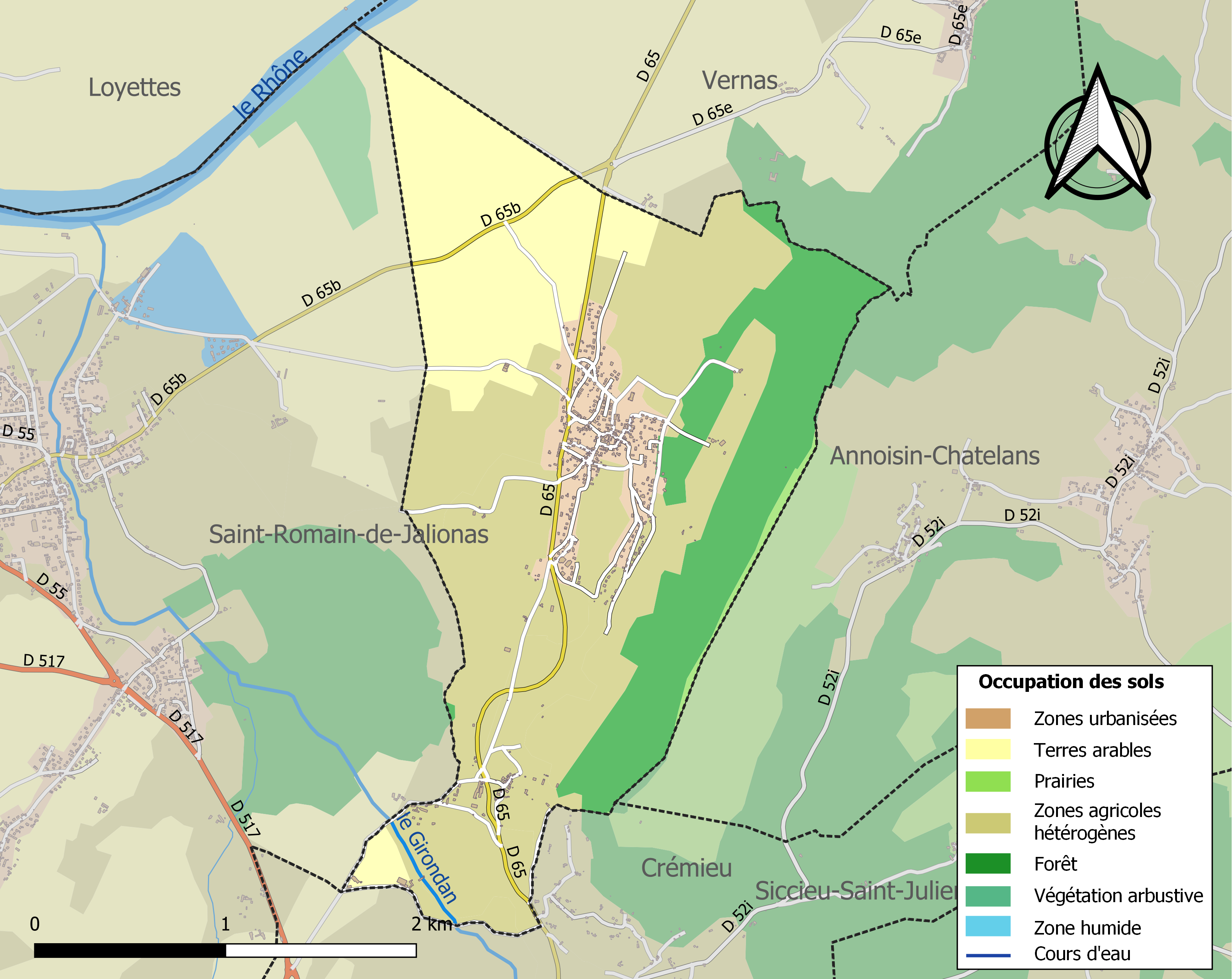
Carte des infrastructures et de l'occupation des sols de la commune en 2018 (CLC).

### Risques naturels et technologiques

#### Risques sismiques
L'ensemble du territoire de la commune de Leyrieu est situé en zone de sismicité n°3 (sur une échelle de 1 à 5), comme la plupart des communes de son secteur géographique.
| Type de zone | Niveau            | Définitions (bâtiment à risque normal) |
| ------------ | ----------------- | -------------------------------------- |
| Zone 3       | Sismicité modérée | accélération = 1,1 m/s2                |

## Politique et administration

### Liste des maires
| Période                                  | Période  | Identité          | Étiquette | Qualité                                                                |
| ---------------------------------------- | -------- | ----------------- | --------- | ---------------------------------------------------------------------- |
| Les données manquantes sont à compléter. |          |                   |           |                                                                        |
| 2008                                     | En cours | Jean-Yves Brenier | DVG       | Président de la communauté de communes Les Balcons du Dauphiné(2020 →) |

## Population et société

### Démographie
L'évolution du nombre d'habitants est connue à travers les recensements de la population effectués dans la commune depuis 1793. Pour les communes de moins de 10 000 habitants, une enquête de recensement portant sur toute la population est réalisée tous les cinq ans, les populations de référence des années intermédiaires étant quant à elles estimées par interpolation ou extrapolation. Pour la commune, le premier recensement exhaustif entrant dans le cadre du nouveau dispositif a été réalisé en 2008.

En 2022, la commune comptait 919 habitants, en évolution de +12,35 % par rapport à 2016 (Isère : +3,07 %, France hors Mayotte : +2,11 %).
| 1793 | 1800 | 1806 | 1821 | 1831 | 1836 | 1841 | 1846 | 1851 |
| ---- | ---- | ---- | ---- | ---- | ---- | ---- | ---- | ---- |
| 294  | 287  | 308  | 421  | 430  | 407  | 417  | 427  | 378  |

| 1856 | 1861 | 1866 | 1872 | 1876 | 1881 | 1886 | 1891 | 1896 |
| ---- | ---- | ---- | ---- | ---- | ---- | ---- | ---- | ---- |
| 461  | 462  | 419  | 390  | 373  | 364  | 370  | 381  | 343  |

| 1901 | 1906 | 1911 | 1921 | 1926 | 1931 | 1936 | 1946 | 1954 |
| ---- | ---- | ---- | ---- | ---- | ---- | ---- | ---- | ---- |
| 351  | 326  | 328  | 268  | 270  | 262  | 252  | 246  | 214  |

| 1962 | 1968 | 1975 | 1982 | 1990 | 1999 | 2006 | 2008 | 2013 |
| ---- | ---- | ---- | ---- | ---- | ---- | ---- | ---- | ---- |
| 288  | 230  | 300  | 376  | 461  | 643  | 698  | 714  | 788  |

| 2018 | 2022 | - | - | - | - | - | - | - |
| ---- | ---- | - | - | - | - | - | - | - |
| 857  | 919  | - | - | - | - | - | - | - |

### Enseignement
La commune est rattachée à l'académie de Grenoble et compte une école maternelle et une école primaire publiques.

### Médias
Historiquement, le quotidien à grand tirage Le Dauphiné libéré consacre, chaque jour, y compris le dimanche, dans son édition du Nord-Isère, un ou plusieurs articles à l'actualité du canton, de la communauté de communes, ainsi que des informations sur les éventuelles manifestations locales, les travaux routiers, et autres événements divers à caractère local.

### Cultes
La communauté catholique et l'église paroissiale Saint-Jean-l'Évangéliste de Leyrieu (propriété de la commune) sont rattachées à la paroisse catholique Saint-martin de l'Isle Crémieu qui, elle-même, est rattachée au diocèse de Grenoble-Vienne.

## Culture locale et patrimoine

### Lieux et monuments
- Four banal ;

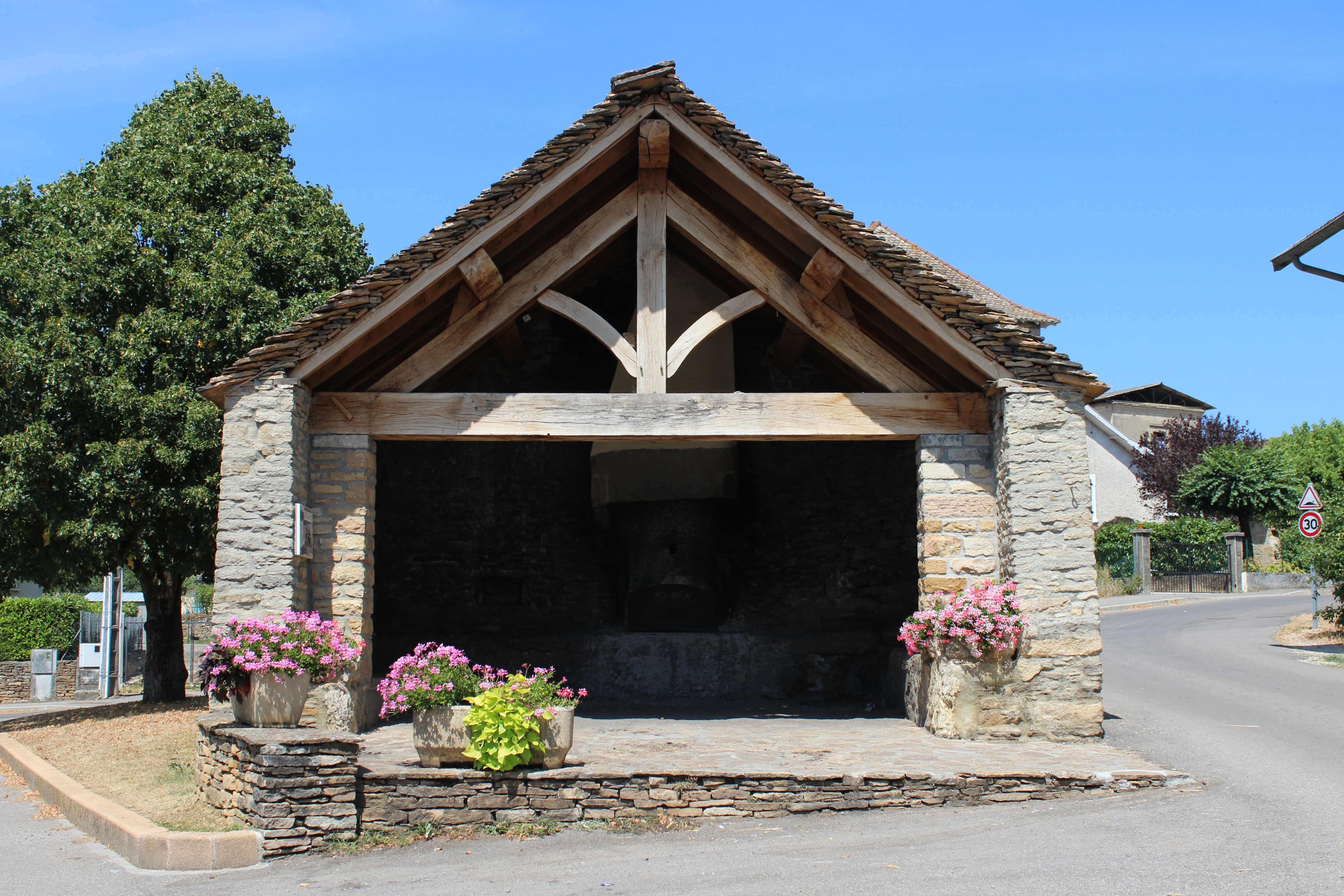
Four banal de Leyrieu.

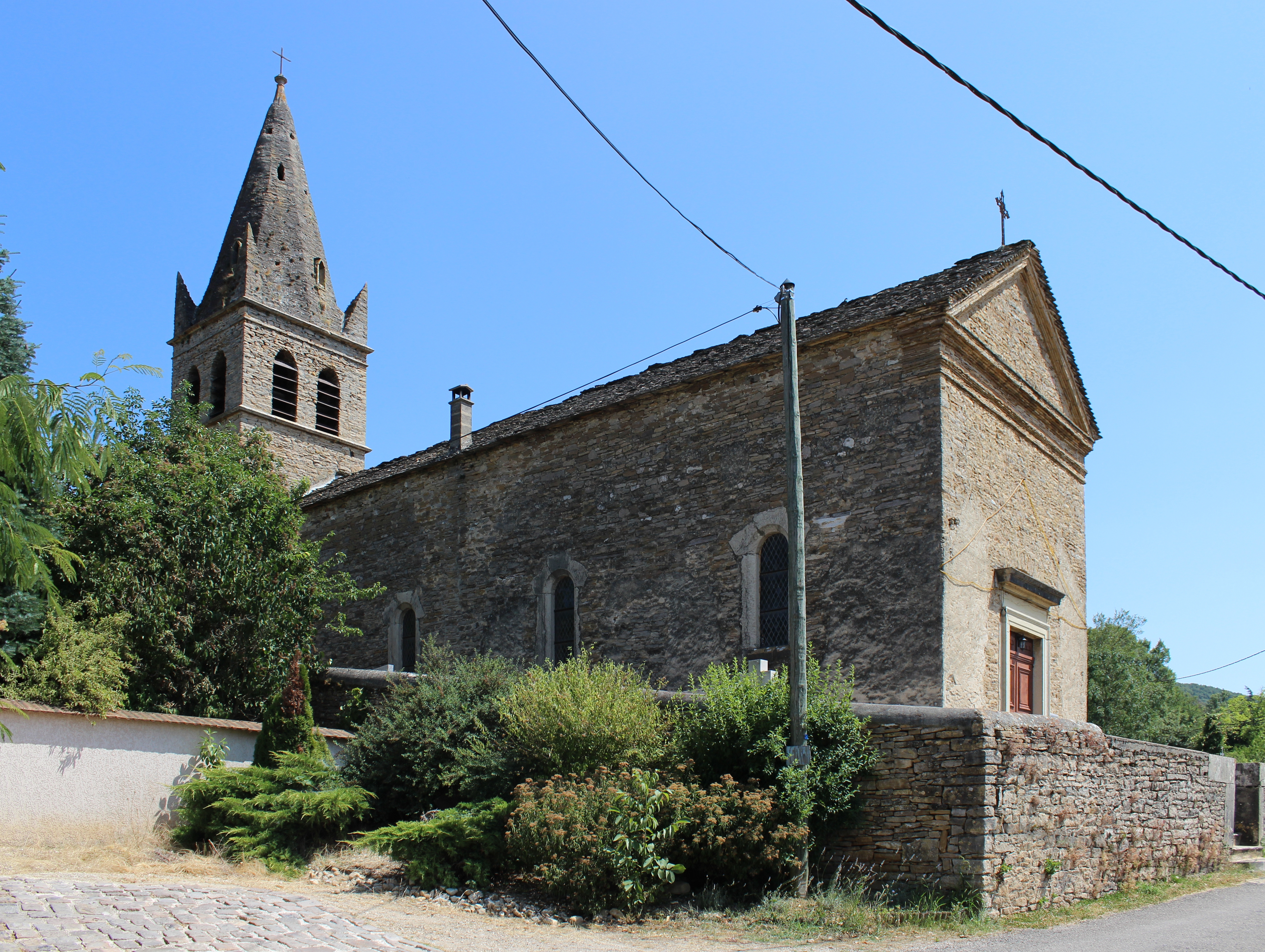
Église Saint-Jean-l'Évangéliste de Leyrieu.

- Église Saint-Jean-l'Évangéliste de Leyrieu. Elle est inscrite à l'Inventaire général du patrimoine culturel[22].

### Héraldique
|  | Leyrieu possède des armoiries dont l'origine et le blasonnement exact ne sont pas disponibles. |